# Mary Corse
Mary Corse, née en 1945, est une artiste du courant minimaliste,,.

## Biographie
En 1972, elle est incluse dans Some Living American Women Artists, un collage féministe de Mary Beth Edelson.

## Présence en collections (exemples)
- Musée d'Art du comté de Los Angeles
- Dia Art Foundation
- Musée d'Art contemporain de Los Angeles
- Seattle Art Museum
- Frederick R. Weisman Art Foundation
- Musée d'Art contemporain de San Diego
- Musée Solomon-R.-Guggenheim
- Musée d'Art Blanton
- Whitney Museum of American Art